# Jack Carlin
Jack Carlin (Paisley, 23 aprile 1997) è un pistard britannico.
Ai Giochi olimpici di Tokyo 2020 ha vinto la medaglia d'argento nella velocità a squadre e quella di bronzo nella velocità. In carriera ha inoltre vinto quattro medaglie ai campionati del mondo e cinque ai campionati europei Elite.

## Palmarès
- 2016

Campionati europei, Velocità a squadre Under-23 (con Ryan Owens e Joseph Truman)
1ª prova Coppa del mondo 2016-2017, Velocità a squadre (Glasgow, con Ryan Owens e Joseph Truman)
2ª prova Coppa del mondo 2016-2017, Velocità a squadre (Apeldoorn, con Ryan Owens e Joseph Truman)
- 2017

Campionati britannici, Velocità a squadre (con Ryan Owens e Joseph Truman)
Grand Prix of Germany, Velocità a squadre (con Ryan Owens e Callum Skinner)
Campionati europei, Velocità a squadre Under-23 (con Ryan Owens e Joseph Truman)
Sprint Meeting Dudenhofen, Velocità
- 2018

Campionati britannici, Velocità a squadre (con Ryan Owens, Philip Hindes, Jason Kenny e Matthew Taggart)
Campionati britannici, Velocità
Grand Prix of Poland, Keirin
- 2019

Campionati britannici, Velocità a squadre (con Ryan Owens, Philip Hindes e Jason Kenny)
- 2022

Troféu Internacional de Anadia, Velocità
Campionati britannici, Keirin
Campionati britannici, Velocità
- 2023

Grand Prix Brno, Keirin
2024
Grand Prix of Germany, Velocità a squadre (con Ed Lowe e Hamish Turnbull)

## Piazzamenti

### Competizioni mondiali
- Campionati del mondo su pista

Hong Kong 2017 - Velocità a squadre: 5º
Apeldoorn 2018 - Velocità a squadre: 2º
Apeldoorn 2018 - Keirin: 5º
Apeldoorn 2018 - Velocità: 2º
Pruszków 2019 - Velocità a squadre: 5º
Pruszków 2019 - Keirin: 5º
Pruszków 2019 - Velocità: 12º
Berlino 2020 - Velocità a squadre: 2º
Berlino 2020 - Keirin: 4º
Berlino 2020 - Velocità: 20º
St. Quentin-en-Yv. 2022 - Velocità a squadre: 3º
St. Quentin-en-Yv. 2022 - Keirin: 9º
St. Quentin-en-Yv. 2022 - Velocità: 6º
Glasgow 2023 - Velocità a squadre: 4º
Glasgow 2023 - Velocità: 3º
Glasgow 2023 - Keirin: 5º
- Giochi olimpici

Tokyo 2020 - Velocità a squadre: 2º
Tokyo 2020 - Velocità: 3º
Tokyo 2020 - Keirin: 8º
Parigi 2024 - Velocità a squadre: 2º
Parigi 2024 - Velocità: 3º
Parigi 2024 - Keirin: 4º

### Competizioni europee
- Campionati europei su pista

Atene 2015 - Velocità a squadre Junior: 3º
Atene 2015 - Velocità Junior: 7º
Montichiari 2016 - Velocità a squadre Under-23: vincitore
Montichiari 2016 - Velocità Under-23: 10º
Montichiari 2016 - Keirin Under-23: 21º
Saint-Quentin-en-Yvelines 2016 - Velocità a squadre: 2º
Saint-Quentin-en-Yvelines 2016 - Keirin: 7º
Anadia 2017 - Velocità a squadre Under-23: vincitore
Anadia 2017 - Keirin Under-23: 3º
Berlino 2017 - Velocità a squadre: 6º
Berlino 2017 - Keirin: 11º
Glasgow 2018 - Velocità a squadre: 6º
Glasgow 2018 - Velocità: 4º
Glasgow 2018 - Keirin: 3º
Apeldoorn 2019 - Velocità a squadre: 2º
Apeldoorn 2019 - Velocità: 8º
Apeldoorn 2019 - Keirin: 10º
Monaco di Baviera 2022 - Velocità a squadre: 3º
Monaco di Baviera 2022 - Velocità: 2º
Grenchen 2023 - Velocità a squadre: 2º
Grenchen 2023 - Velocità: 6º
Grenchen 2023 - Keirin: 9º
Apeldoorn 2024 - Velocità a squadre: 4º
Apeldoorn 2024 - Velocità: 11º
Apeldoorn 2024 - Keirin: 7º
- Giochi europei

Minsk 2019 - Velocità a squadre: 3º
Minsk 2019 - Velocità: 8º